# ناشر ساماري
الناشر الساماري (الاسم العلمي:Naja samarensis) هي نوع من الزواحف تتبع جنس الناشرات الحقيقية من فصيلة العرابيد.